# Iso kuva
Iso kuva è il quinto album in studio del rapper finlandese Elastinen, pubblicato il 10 aprile 2015 dall'etichetta discografica Rähinä Records.

## Descrizione
L'album è entrato nella classifica finlandese alla 16ª settimana del 2015 arrivando alla seconda posizione.

## Tracce
1. Eteen ja ylös – 3:38 (testo: Elastinen – musica: Elastinen, Osmo Ikonen)
2. Kaiken – 3:20 (testo: Elastinen – musica: Elastinen, Osmo Ikonen)
3. Koko yö (feat. Snoop Dogg) – 2:52 (testo: Elastinen, Snoop Dogg – musica: Elastinen, Osmo Ikonen)
4. Super – 3:24 (testo: Elastinen – musica: Elastinen, Esa Mäkynen, Osmo Ikonen, Jukka Eskola)
5. Iso kuva – 3:39 (testo: Elastinen – musica: Elastinen, Juha-Matti Penttinen, Ossi Riita)
6. Tuulettaa – 3:30 (testo: Elastinen – musica: Elastinen, Antti Riihimäki, Jukka Immonen)
7. Veri vetää – 3:18 (testo: Elastinen – musica: Elastinen, Osmo Ikonen)
8. Vahva (feat. Robin) – 3:40 (testo: Elastinen, Paula Vesala – musica: Elastinen, Sakke Aalto, Osmo Ikonen)
9. Bumerangi – 3:07 (testo: Elastinen – musica: Elastinen)
10. Kaikki käy (feat. Jussi Valuutta) – 4:08 (testo: Elastinen, Jussi Valuutta – musica: Elastinen)
11. Mikään muu ei merkkaa – 4:54 (testo: Elastinen – musica: Elastinen, Illi)

## Classifica
| Classifica | Massima posizione |
| ---------- | ----------------- |
| Finlandia  | 2                 |